# 25-та повітряна кавалерійська бригада (Польща)

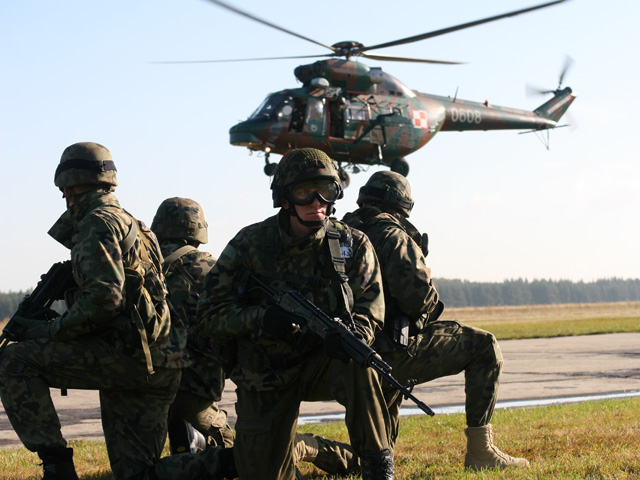
Курс „патрулювання”

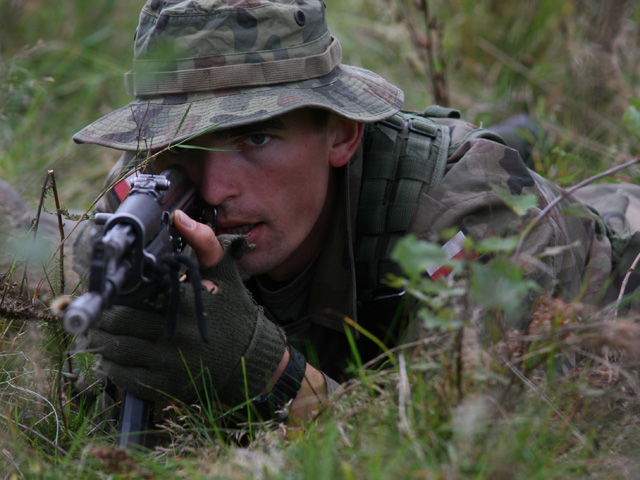
Томашівський кавалерист під час навчань у лісових умовах

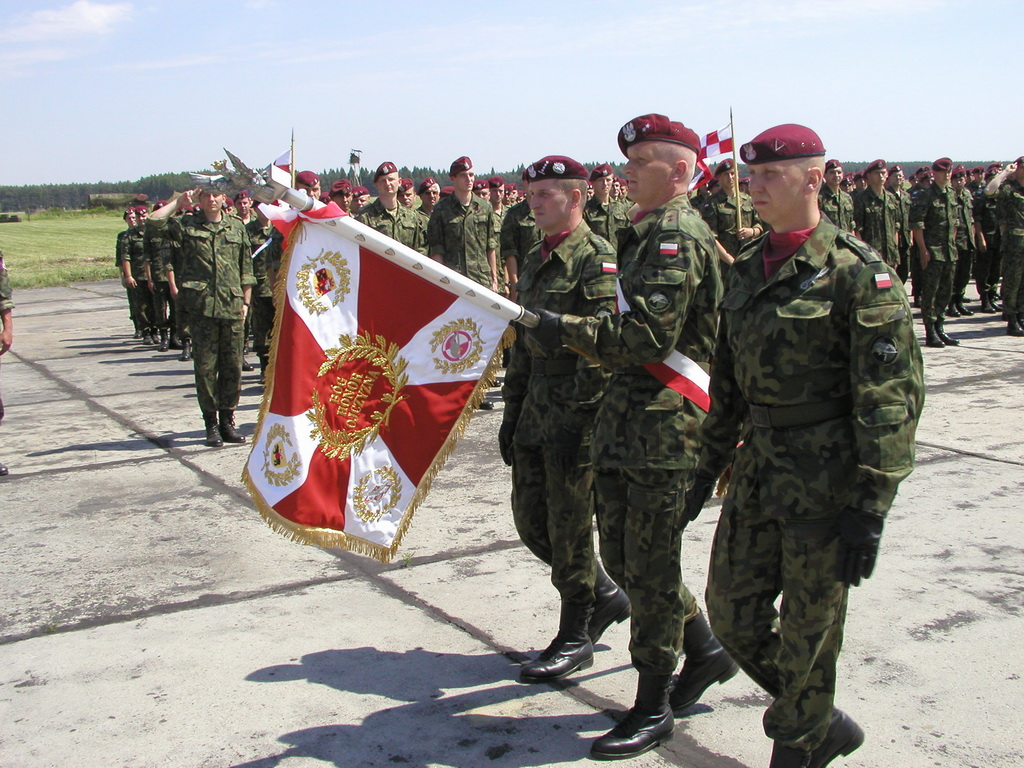
Прапор 25-ї повітряної кавалерійської бригади під час бригадного фестивалю

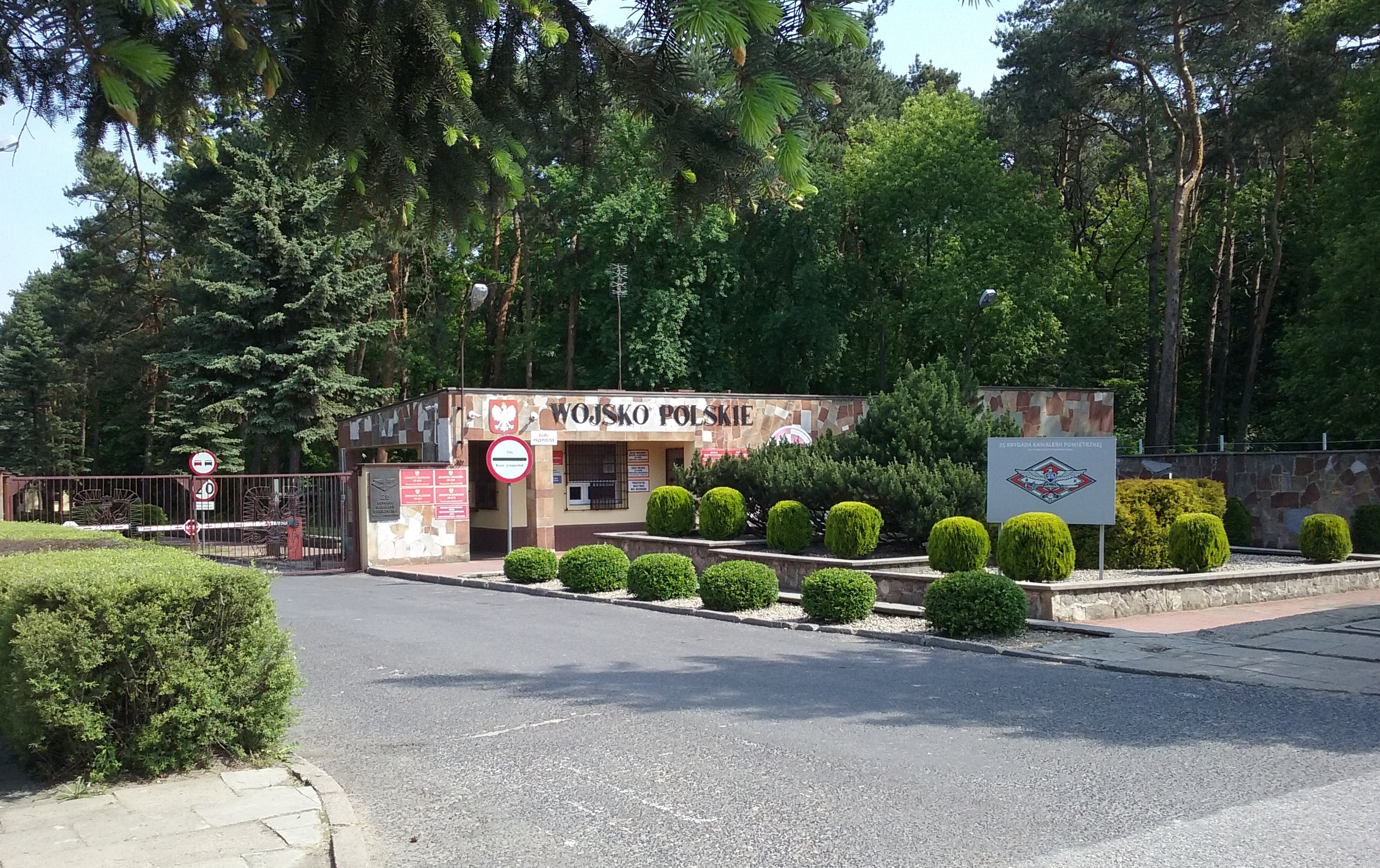
КПП військової частини 4391 у Томашові Мазовецькому

25-та повітряна кавалерійська бригада (пол. 25 Brygada Kawalerii Powietrznej im. Księcia Józefa Poniatowskiego (25BKPow)) — аеромобільне тактичне з’єднання Сухопутних військ, розташованих у Томашуві Мазовецькому, Новому Ґлінніку та в Лезьниці-Великі Лодзінського воєводства.

## Історія
Військо Польське було присутнє у Новому Глиннику біля Томашова Мазовецького з кінця Другої світової війни, коли тут розташовувався 7-й штурмовий авіаційний полк. Аеропорт, цивільний до Другої світової війни, існує з 1925 року.
У червні 1994 року почалося формування частини 25-ї повітряної кавалерійської дивізії. 14 серпня 1995 року дивізія перейняла традиції Мазовецької кавалерійської бригади від Другої Польської Республіки і отримала ім’я князя Юзефа Понятовського. Протягом наступних п’яти років, під час підготовки до вступу Польщі до НАТО, Міністерство національної оборони на основі аналізу досвіду подібних підрозділів Великої Британії та Нідерландів та з урахуванням умов сучасного поля бою вирішило трансформується в менший, спеціалізований для швидкого реагування, мобільне тактичне формування. Так, у вересні 1999 р. 25-та повітряна кавалерійська дивізія була перетворена в 25-ту повітряну кавалерійську бригаду.
Бригада була підпорядкована командиру авіамеханізованого корпусу, а потім у січні 2002 року командиру 2-го механізованого корпусу. З квітня 2004 року бригада була підпорядкована Командуванню Сухопутних військ.
Після зміни організації командування Збройними Силами Польщі з 1 січня 2014 року підрозділ підпорядковується безпосередньо Головному Командуванню Збройних Сил.
З 2000 року у Томашівській бригаді служать жінки. Першою з них була капітан Евеліна Осуховська-Рибка. Після підвищення у 2004 році її призначили на посаду до 25-го командного батальйону в Томашуві Мазовецькому.
JW 4391 — військове з'єднання з повітрянодесантних військ Збройних Сил Республіки Польща, який має регулярні літаки.
10 квітня 2021 року бійці 25-ї повітряної кавалерійської бригади несли почесну допомогу біля труни співака Кшиштофа Кравчика.

## Участь у міжнародних військових операціях
Томашівські кавалери брали участь у закордонних військових операціях як в Іраку, Чаді та в Афганістані. Один з її командирів, генерал Тадеуш Бук, у 2004-2005 роках був заступником командира багатонаціональної дивізії «Центр-Південь» в Іраку.
11 листопада 2018 року на головній базі польського військового контингенту в Афганістані в місті Газні відкрили пам’ятник загиблим в Афганістані польським воїнам у рамках святкування сторіччя відновлення незалежності Польщі. Меморіальна дошка вшановує 40 осіб, у тому числі п’ятьох солдатів 25-ї повітряної кавалерійської бригади Томашова..

## Організаційна структура
Бригада складається з 3500 бійців.
- Командування 25-ї повітряної кавалерійської бригади в Томашуві Мазовецькому:
  - 1-й повітряний кавалерійський батальйон у Лезьниці Вельці
  - 7-й повітряний кавалерійський батальйон у Томашуві Мазовецькому
  - 1-ша авіаційна ескадрилья в Лезьниці Вельці
  - 7-ма авіаційна ескадрилья в Новому Глиннику
  - 25-й командний батальйон у Томашові Мазовецькому
  - 25 батальйон матеріально-технічного забезпечення
    - 25-та постачальницька компанія в Новому Глиннику
    - 25-та ремонтна рота в Новому Глиннику

  - 25 Група медичної безпеки в Томашуві Мазовецькому
  - Аеромедична евакуаційна частина в Новому Глиннику[12].

## Зброя та спорядження
До складу озброєння бригади входять:
- Карабін wz. 96 Берил
- Кулемети ПКМ
- Снайперська гвинтівка Sako TRG M10 (7,62×51 мм НАТО і .338 Lapua Magnum)
- Гвинтівка Тор
- Протитанкові гранатомети: РПГ-7В, ПТРК Спайк
- Переносні ракетні комплекси Grom
- LRM vz. 99[13]
- Зенітні гармати ЗУР-23-2-С
- Вертольоти PZL W-3 Sokół, Мі-8Т і Мі-17

У військовій частині 4392, що входить до складу бригади, знаходиться Центр аеромобільних та парашутної підготовки Томашівської кавалерії. Об’єкт має навчальну аеродинамічну трубу.
Томашівська бригада розташована в господарському забезпеченні 31-го Військово-економічного відділу в Згежі.

## Командири
- 1998-2000 - бригадний ген. Ян Кемпара
- 2000-2004 рр. - бригадний ген. Едвард Грушка
- 2004-2005 рр. - бригадний ген. Володимир Поташинський
- 2005-2008 рр. – бригадний ген. Іренеуш Бартняк
- 2008-2010 рр. – бригадний ген. Даріуш Вронський
- 2010-2014 рр. – бригадний ген. Марек Соколовський
- 2014 - полковник Адам Грела (тимчасово в.о.)[17]
- 2014-2017 - бригадний генерал. Станіслав Качинський[18]
- 2017-2020 рр. – бригадний ген. Адам Марчак[19]
- 2020-2021 - полковник Пйотр Голос (тимчасово в.о.)[19]
- з 2021 р. - полковник д-р інж. Маріуш Павлюк[20][21][22]